# Venus (gudinna)
För andra betydelser, se Venus (olika betydelser).

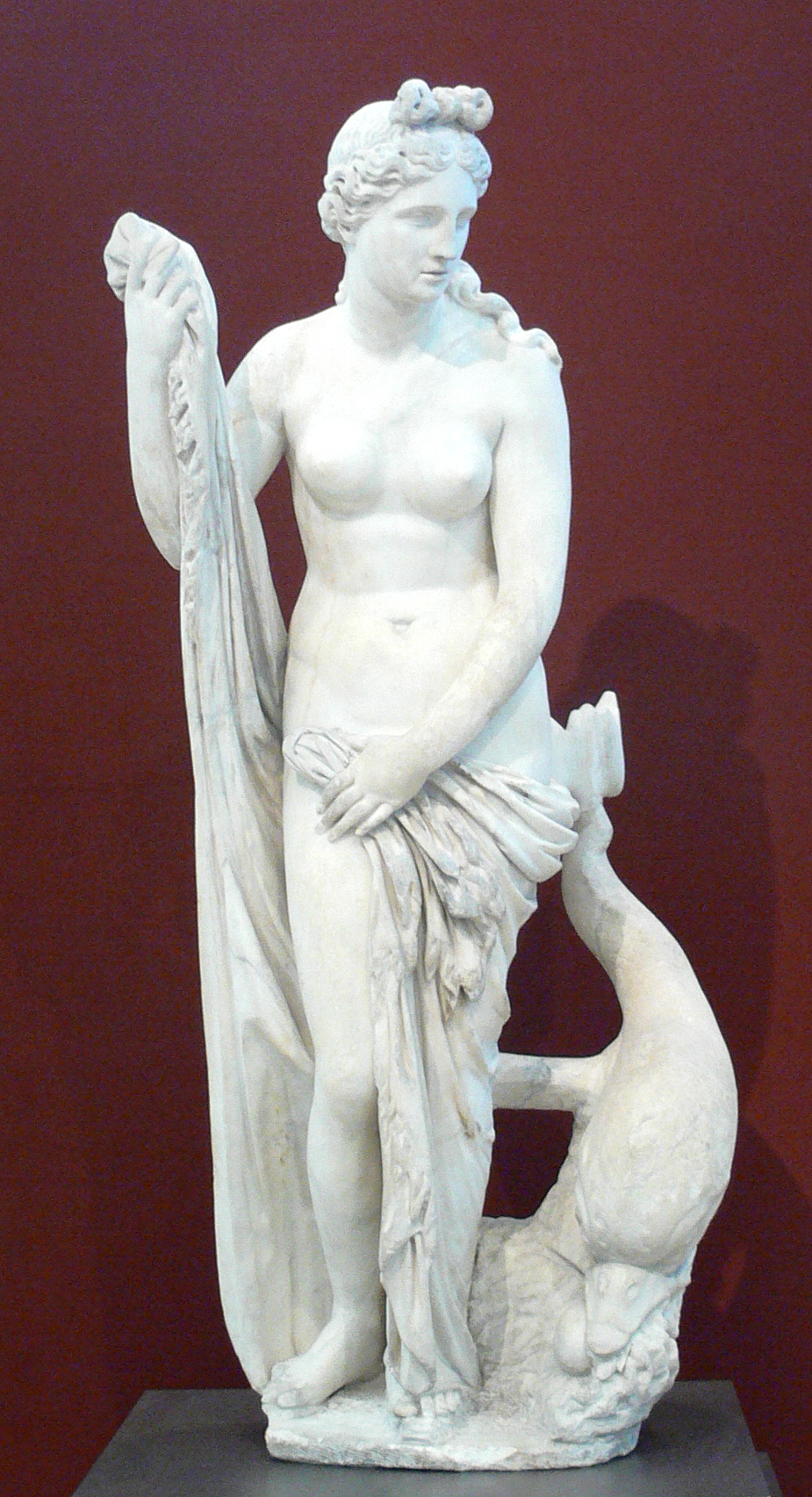
Gudinnan Venus som kultstaty.

"Venus födelse" (1484) av Sandro Botticelli. Målningen föreställer paret Zefyros och Chloris, vindguden och brisen som driver upp Venus på stranden. Där mottags hon av en av årstidernas gudinnor (våren) som står beredd att klä henne.

Venus är kärlekens och den kvinnliga skönhetens gudinna i romersk mytologi. Enligt myten är Venus född ur havets skum. Hennes motsvarighet i grekisk mytologi är Afrodite.

## Venus i romersk mytologi
Ursprungligen var Venus en fornitalisk gudinna vilken synes ha dyrkats som det på våren uppvaknande, svällande naturlivets gudomlighet, och som en trädgårdarnas och vinplanteringarnas skyddsgudinna. Först sedan romarna stiftat bekantskap med grekiska tankar uppgick hennes väsen i den grekiska kärleksgudinnan Afrodites, med vilken hon hade så mycket gemensamt. Hon dyrkades även som Murcia, stundom fattat som den "uppmjukande" eller "förvekligande", antagligen betecknande hennes makt över hjärtan, vidare som Cloacina, möjligen i sin egenskap av förenande, samt som Libitìna vilken var på en gång livsglädjens (samt vinodlingens) och dödens eller gravens gudinna. Uppfattningen av Venus som begravnings- eller dödsgudinna antages ha berott på den i naturreligioner förekommande sammanställningen av livet i yppig blomstring och dess motsats, döden.
Mytologins Venus gifter sig med den fule och halte guden Vulcanus, eldens gud och smideskonstens uppfinnare, men blir förälskad i krigsguden Mars. Hon får sonen Amor som inom grekisk mytologi heter Eros.
Fredag på latin heter dies Veneris. Ordagrant betyder det "Venus dag". Namnet Venus blir i genitiv (ägandeform) Veneris, vilket även syns i exempelvis uttrycket veneriska sjukdomar.

## Venus i konsten
Under renässansen blev Venus ett populärt motiv i Europeiskt måleri och skulptur. Det var en "klassisk" figur för vilken nakenhet var det naturliga tillståndet, vilken det var socialt accepterat att avbilda naken. Som sexualitetens gudinna, var viss grad av erotisk skönhet i framställningen motiverad, vilket uppmuntrade många manliga konstnärer och deras beskyddare. Med tiden kom också "Venus" att beteckna en konstnärlig skildring i den post-klassiska konsten av en naken kvinna, även om det inte fanns något tecken på att motivet egentligen var "Gudinnan".
Den romerska och hellenistiska konsten producerade många variationer på gudinnan, ofta baserade på Praxiteles typ Afrodite av Knidos. Många kvinnliga nakenstudier från denna period är skulpturer vars motiv egentligen är okända i modern konsthistoria. Men de kallas av konvention "Venus", även om de ursprungligen kan ha porträtterat en jordisk kvinna snarare än en kultstaty eller en idealbild av "gudinnan".
År 1908 påträffade man den så kallade "Venus från Willendorf" och senare andra små neolitiska kvinnofiguriner med runt kvinnliga former. Även om namnet på den aktuella avbildade kvinnan eller gudomen inte är känd, så har beteckningen "venusfiguriner" blivit etablerad.